# Džono Restić
Džono Restić /Junije Rastić/ (Dubrovnik, 11. siječnja 1755. – Dubrovnik, 31. ožujka 1814.), hrvatski pjesnik, pripadnik dubrovačke plemićke obitelji Restić (Rastić).
Kao poliglot i svestrano naobražen slovio je u svoje doba za najboljeg pravnika u Dubrovniku. Smatra se najizraženijim i najpotpunijim horacijevcem u hrvatskoj lingvističkoj književnosti, a svakako je njezin najznačajniji satiričar. Veći dio njegova opusa priredio je i predgovorom popratio F. Appendini. Prevodio je s grčkog na latinski Teokritova i Homerova djela.

## Vanjske poveznice
- Tekst o Rastiću na stranicama Enciklopedije LZMK